# Църковен събор в Лампсак
Вижте пояснителната страница за други значения на Събор в Лампсак.
Църковният събор в Лампсак е поместен и православен от 1235 г. Не е установено точно в кои дни е проведен, но същият има и политически измерения – решено е в рамките на православния свят, т.е. след т.нар. Източно-западна схизма, да се учреди нова и пета по ред с диптих патриаршия – Търновска патриаршия. 
Решението на църковния събор е в рамките на източноправославния свят и е голям дипломатически успех за българския владетел по това време – Иван Асен II, който и като следствие от този акт се сдобива с титлата „цар“. От този исторически период датират и първите наченки на последвалата концепция за „Трети Рим“ на всеправославния славянски свят. Търновската патриаршия е първата славянска, а и въобще по това време европейска православна патриаршия, Константинопол по това време е столица на Латинска империя. 
Съборът в Лампсак става възможен поради политическата и военната недостатъчност на Никейската империя сама да си върне владението над Новия Рим. След битката при Клокотница, основен балкански, а и въобще възможен съюзник на Никея, се явява Търново. Съборът се провежда след даденото съгласие пред специалния пратеник в Леванта на българския владетел – Растко Неманич. Растко взема за съборния общоправославен акт съгласието на апостолическите Александрийска патриаршия, Антиохийска патриаршия и Йерусалимска патриаршия. Според българския историк Петър Петров, баща на втората съпруга Елена на Иван Асен I е Стефан Неманя, т.е. Неманя е вуйчо на първия български цар на Втората българска държава 
Политическият съюз е скрепен с династичен брак между Елена Асенина и Теодор II Ласкарис, съответно между династиите Асеневци и Ласкариди.

## Съвременни измерения
На 10 ноември 2015 г. – 256 български академични учени, университетски преподаватели, интелектуалци, публицисти, поети, писатели и общественици от различни професии и обществени сфери излизат с призив към Вселенския патриарх Вартоломей I Константинополски за възстановяване на диптиха на БПЦ във всеправославния свят. След като президентът Росен Плевнелиев удостоява с орден „Стара планина“ – I степен Вартоломей, избухва грандиозен скандал.